# Claudius Apellinus
Claudius Apellinus (sein Praenomen ist nicht bekannt) war ein im 3. Jahrhundert n. Chr. lebender Angehöriger des römischen Senatorenstandes.
Durch eine Inschrift, die beim ehemaligen römischen Militärlager Bremenium gefunden wurde, ist belegt, dass Claudius Apellinus Statthalter (Legatus Augusti pro praetore) der Provinz Britannia inferior während der Regierungszeit von Severus Alexander (222–235) war. Als Statthalter der Provinz Britannia inferior war er zugleich auch Kommandeur (Legatus legionis) der Legio VI Victrix, die ihr Hauptlager am Sitz des Statthalters in Eboracum, dem heutigen York hatte.

## Datierung
Die Inschrift aus Bremenium ist eine Bauinschrift, die Severus Alexander (Imperatori Caesari Marco Aurelio Severo Alexandro Pio Felici Augusto) und seiner Mutter Julia Mamaea (Iuliae Augustae matri Imperatoris Caesaris) gewidmet ist. Sie wird bei der Epigraphik-Datenbank Clauss-Slaby (EDCS), bei der Epigraphischen Datenbank Heidelberg (EDH) und bei Roman Inscriptions of Britain (RIB) auf 222/235 n. Chr. datiert.